# Mars 2020
Mars 2020 és una missió d'astromòbil a Mart, dins del Programa d'exploració de Mart de la NASA, que inclou l'astromòbil Perseverance i el dron experimental anomenat Mars Helicopter Ingenuity. El llançament del vehicle espacial tingué lloc, en un coet Atlas V, a les 13.50, hora catalana (7.51 EDT), de dijous 30 de juliol del 2020 des de la plataforma de llançament 41 del Centre Espacial Kennedy, amb arribada a Mart prevista per al 18 de febrer del 2021 en la zona del cràter Jezero i una durada de la missió de no menys d'un any marcià, que són uns 687 dies terrestres. Examinarà un antic entorn rellevant en astrobiologia a Mart, i n'investigarà els processos geològics i la història de la seva superfície, incloent l'avaluació de l'anterior habitabilitat, la possibilitat de vida a Mart, i el potencial de conservació de biosignatures dins de materials geològics accessibles. Permetrà guardar els contenidors de mostres al llarg de la seva ruta per a una futura missió de retorn de mostres de Mart.
Aquesta va resultar ser la tercera de les missions a Mart en menys de quinze dies, després de les de la Xina —llançada el 23 de juliol— i dels Emirats Àrabs —amb llançament el 19 de juliol—, aprofitant una alineació de Mart amb la Terra que li dona més proximitat i que es produeix cada 26 mesos.

## Anunci i previsions
L'actual missió va ser anunciada per la NASA el 4 de desembre de 2012 a la reunió de tardor de la Unió Geofísica Americana a San Francisco. Aleshores ja es va anticipar que el disseny de l'astromòbil es derivaria del Curiosity, i utilitzaria molts components ja fabricats i provats, però tindria diferents instruments científics i un trepant de nucli.

## Objectius de la missió

### AstromòbilPerseverance
Aquests són els quatre objectius científics del Perseverance, tots ells dirigits a preguntes claus de l'astrobiologia sobre el potencial de Mart com a lloc per viure-hi:
Explorar l'habitabilitatIdentificar entorns pretèrits capaços de suportar vida microbiana.
Cercar biosignaturesBuscar signes de possible vida microbiana, en el passat, en aquells entorns habitables, d'una manera particular en roques especials conegudes per poder preservar senyals de vida amb el pas del temps.
Aplegar mostresRecollir mostres de pedres del nucli i de "terra", i emmagatzemar-les a la superfície de Mart.
Preparar per als humansProvar la producció d'oxigen a partir de l'atmosfera de Mart.
El Perseverance ha de col·locar cada mostra obtinguda, d'uns 15 grams, en un tub segellat hermèticament. La idea és que vagi deixant grups de tubs amb mostres de pedres i "terra", el que s'anomena regolita, i que poden ser més d'una trentena, en emplaçament predeterminats on quedaran a l'espera d'una potencial futura missió de recollida. Les imatges preses per les càmeres de l'astromòbil en permetran situar la ubicació amb una precisió de l'ordre d'un centímetre.

### Mars Helicopter Ingenuity
Es tracta de fer una demostració tecnològica per provar el vol motoritzat en un altre món per primera vegada. Ingenuity viatja a bord del Perseverance. Les proves de vol estan previstes en una finestra experimental de 30 dies marcians que s'iniciarà en algun moment de la primavera del 2021. En el primer vol s'hauria d'elevar lleugerament, mantenir-se uns 20 a 30 segons, i "aterrar". Aquesta ha de ser una fita important: el primer vol propulsat a l'atmosfera extremadament fina de Mart. Després, l'equip intentarà més vols experimentals incrementant la distància de desplaçament i l'altura.

## Participació espanyola i catalana
L'Institut Nacional de Tecnologia Aeroespacial (INTA-CSIC), que té la seu central en el municipi madrileny de Torrejón de Ardoz, ha desenvolupat un instrument del Perseverance: l'estació MEDA. Aquesta instrument està concebut per estudiar el comportament de la pols fina que cobreix Mart i de vegades s'aixeca en tempestes de magnitud planetària. El grup de recerca en Micro i Nanotecnologies de la Universitat Politècnica de Catalunya (UPC) ha participat en el disseny, la fabricació i la calibració del sensor de vent del MEDA. La contribució són 60 xips de silici que constitueixen el nucli del sensor, que ha de mesurar el vent de Mart. A més de mesurar la direcció i la velocitat del vent, l'instrument MEDA mesura la humitat relativa, la pressió o les propietats de la pols en suspensió del planeta roig, entre d'altres paràmetres.

## Envia el teu nom a Mart

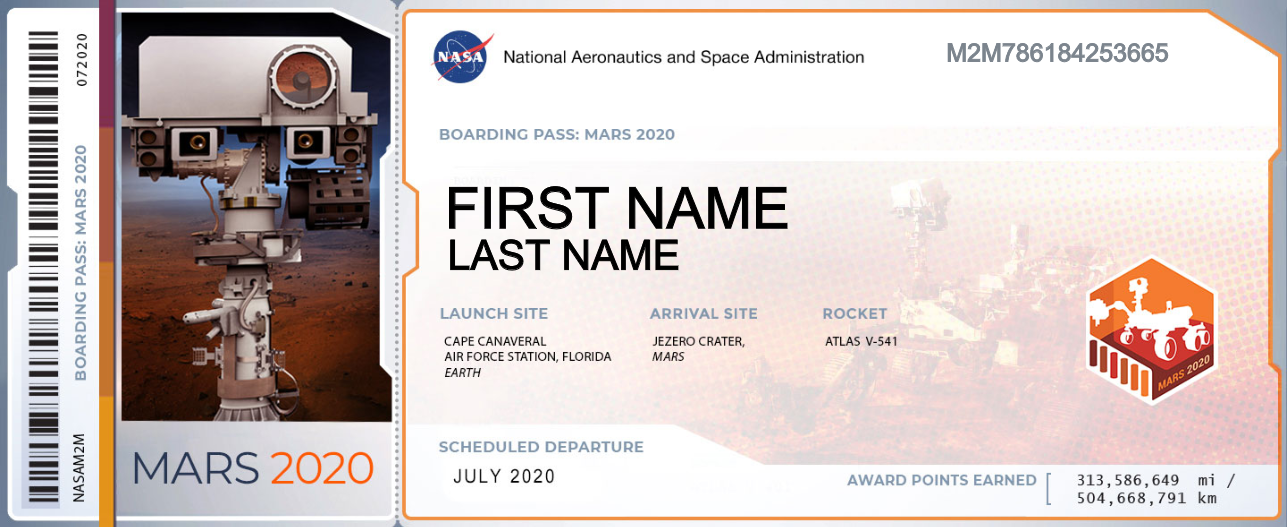
"Targeta d'embarcament" atorgada als participants en la campanya "Send Your Name to Mars". Mostra del Mars 2020

Envia el teu nom a Mart (en anglès, Send your name to Mars) va ser una campanya realitzada per la NASA perquè les persones que desitgessin enviar el seu nom a Mart ho poguessin realitzar per mitjà de la Perseverance rover mission. El programa va tancar el període de recepció de noms a enviar a Mart amb un total de 10.932.295 noms rebuts. De fet, aquesta era la tercera edició del mateix programa Send your name to Mars que es va iniciar amb motiu del primer vol experimental de la nau Orion el 2014, quan va aconseguir 1.379.964 noms, va seguir amb el mòdul de descens robótic InSight el 2018, quan van arribar als 2.429.807 noms, i ha seguit obert admetent noms per a futures missions. Aquells que de forma opcional hagin proporcionat la seva adreça electrònica participen en un programa de viatger freqüent acumulant milles o quilòmetres.